# Élections législatives de 1973 en Corrèze
Les élections législatives françaises de 1973 se déroulent les 4 et 11 mars 1973. Dans le département de la Corrèze, trois députés sont à élire dans le cadre de trois circonscriptions.

## Élus
| Circonscription | Député sortant                              | Parti | Parti | Député élu ou réélu | Parti | Parti |
| --------------- | ------------------------------------------- | ----- | ----- | ------------------- | ----- | ----- |
| 1re             | Jean Vinatier suppléant de Jean Montalat    |       | PS    | Pierre Pranchère    |       | PCF   |
| 2e              | Charles Ceyrac suppléant de Jean Charbonnel |       | UDR   | Jean Charbonnel     |       | UDR   |
| 3e              | Henri Belcour suppléant de Jacques Chirac   |       | UDR   | Jacques Chirac      |       | UDR   |

## Résultats

### Résultats à l'échelle du département
| Parti                 | Parti                                   | Premier tour | Premier tour | Second tour | Second tour | Sièges |
| Parti                 | Parti                                   | Voix         | %            | Voix        | %           | Sièges |
| --------------------- | --------------------------------------- | ------------ | ------------ | ----------- | ----------- | ------ |
|                       | Parti communiste français               | 38 097       | 27,55        | 44 837      | 44,17       | 1      |
|                       | Parti socialiste                        | 23 500       | 16,99        | Retrait     | Retrait     | 0      |
|                       | Parti socialiste unifié                 | 1 397        | 1,01         |             |             | 0      |
|                       | Union de la gauche                      | 62 994       | 45,55        | 44 837      | 44,17       | 1      |
|                       |                                         |              |              |             |             |        |
|                       | Union des démocrates pour la République | 45 707       | 33,05        | 30 392      | 29,94       | 2      |
|                       | Centre démocratie et progrès            | 10 249       | 7,41         | 14 835      | 14,62       | 0      |
|                       | Divers droite                           | 398          | 0,29         |             |             | 0      |
|                       | Union des républicains de progrès       | 56 354       | 40,75        | 45 227      | 44,56       | 2      |
|                       |                                         |              |              |             |             |        |
|                       | Mouvement réformateur                   | 17 356       | 12,55        | 11 436      | 11,27       | 0      |
|                       | Lutte ouvrière                          | 1 587        | 1,15         |             |             | 0      |
|                       |                                         |              |              |             |             |        |
| Inscrits              | Inscrits                                | 165 616      | 100,00       | 120 597     | 100,00      | 3      |
| Abstentions           | Abstentions                             | 25 000       | 15,1         | 16 249      | 13,47       |        |
| Votants               | Votants                                 | 140 616      | 84,9         | 104 348     | 86,53       |        |
| Blancs et nuls        | Blancs et nuls                          | 2 325        | 1,65         | 2 848       | 2,73        |        |
| Exprimés              | Exprimés                                | 138 291      | 98,35        | 101 500     | 97,27       |        |
| Source : Data.gouv.fr |                                         |              |              |             |             |        |

### Résultats par circonscription

#### Première circonscription (Tulle)
| Candidat       | Candidat             | Parti          | Premier tour | Premier tour | Second tour | Second tour |  |
| Candidat       | Candidat             | Parti          | Voix         | %            | Voix        | %           |  |
| -------------- | -------------------- | -------------- | ------------ | ------------ | ----------- | ----------- |  |
|                | Pierre Pranchère élu | PCF            | 14 409       | 32,02        | 20 335      | 43,63       |  |
|                | Georges Mouly        | Rad (MR)       | 13 541       | 30,09        | 11 436      | 24,54       |  |
|                | Jean-Louis Langlais  | CDP (URP)      | 10 249       | 22,78        | 14 835      | 31,83       |  |
|                | Pierre Diederichs    | PS (UGSD)      | 5 739        | 12,75        | Retrait     | Retrait     |  |
|                | Paul Porte           | PSU            | 599          | 1,33         |             |             |  |
|                | Guy Allard           | LO             | 458          | 1,02         |             |             |  |
|                |                      |                |              |              |             |             |  |
| Inscrits       | Inscrits             | Inscrits       | 55 360       | 100,00       | 55 349      | 100,00      |  |
| Abstentions    | Abstentions          | Abstentions    | 9 723        | 17,56        | 8 119       | 14,67       |  |
| Votants        | Votants              | Votants        | 45 637       | 82,44        | 47 230      | 85,33       |  |
| Blancs et nuls | Blancs et nuls       | Blancs et nuls | 642          | 1,41         | 624         | 1,32        |  |
| Exprimés       | Exprimés             | Exprimés       | 44 995       | 98,59        | 46 606      | 98,68       |  |

#### Deuxième circonscription (Brive-la-Gaillarde)
| Candidat       | Candidat                      | Parti          | Premier tour | Premier tour | Second tour | Second tour |  |
| Candidat       | Candidat                      | Parti          | Voix         | %            | Voix        | %           |  |
| -------------- | ----------------------------- | -------------- | ------------ | ------------ | ----------- | ----------- |  |
|                | Jean Charbonnel sortant réélu | UDR (URP)      | 26 040       | 47,11        | 30 392      | 55,36       |  |
|                | Guy Besse                     | PCF            | 13 108       | 23,71        | 24 502      | 44,64       |  |
|                | Pierre Bérégovoy              | PS (UGSD)      | 11 184       | 20,23        | Retrait     | Retrait     |  |
|                | Jean Bardèche                 | Rad (MR)       | 3 815        | 6,9          |             |             |  |
|                | Josiane Mainville             | LO             | 1 129        | 2,04         |             |             |  |
|                |                               |                |              |              |             |             |  |
| Inscrits       | Inscrits                      | Inscrits       | 65 273       | 100,00       | 65 248      | 100,00      |  |
| Abstentions    | Abstentions                   | Abstentions    | 8 980        | 13,76        | 8 130       | 12,46       |  |
| Votants        | Votants                       | Votants        | 56 293       | 86,24        | 57 118      | 87,54       |  |
| Blancs et nuls | Blancs et nuls                | Blancs et nuls | 1 017        | 1,81         | 2 224       | 3,89        |  |
| Exprimés       | Exprimés                      | Exprimés       | 55 276       | 98,19        | 54 894      | 96,11       |  |

#### Troisième circonscription (Ussel)
|                | Jacques Chirac sortant réélu | UDR (URP)      | 19 667 | 51,73  |  |  |  |
|                | Fernand Clavaud              | PCF            | 10 580 | 27,83  |  |  |  |
|                | Georges Dumont               | PS (UGSD)      | 6 577  | 17,3   |  |  |  |
|                | Michel Kellermann            | PSU            | 798    | 2,1    |  |  |  |
|                | Pierre Orofino               | Divers droite  | 398    | 1,05   |  |  |  |
|                |                              |                |        |        |  |  |  |
| Inscrits       | Inscrits                     | Inscrits       | 44 983 | 100,00 |  |  |  |
| Abstentions    | Abstentions                  | Abstentions    | 6 297  | 14     |  |  |  |
| Votants        | Votants                      | Votants        | 38 686 | 86     |  |  |  |
| Blancs et nuls | Blancs et nuls               | Blancs et nuls | 666    | 1,72   |  |  |  |
| Exprimés       | Exprimés                     | Exprimés       | 38 020 | 98,28  |  |  |  |